# 424 (číslo)
Čtyři sta dvacet čtyři je přirozené číslo. Následuje po číslu čtyři sta dvacet tři a předchází číslu čtyři sta dvacet pět. Římskými číslicemi se zapisuje CDXXIV a řeckými číslicemi υκδ.

## Matematika
424 je:
- Deficientní číslo
- Složené číslo
- Palindromické číslo
- Nešťastné číslo

## Astronomie
- (424) Gratia je planetka hlavního pásu, kterou objevil v roce 1896 Auguste Charlois

## Roky
- 424
- 424 př. n. l.